# Jolanta Matejczuk
Jolanta Matejczuk – pilot balonowy. Należy do Stowarzyszenia Białostocki Klub Balonowy. Sześciokrotnie zdobyła puchar świata kobiet w lotach balonem.

## Życiorys
Ukończyła Szkołę Mistrzostwa Sportowego w Supraślu, gdzie trenowała narciarstwo klasyczne. Od 1988 roku lata balonem. Uprawnienia pilota balonowego zdobyła w 1993 roku jako pierwsza kobieta w historii klubu. Sześciokrotnie zdobyła puchar świata kobiet w lotach balonem i trzykrotnie mistrzostwo Polski. W 1996 roku została członkiem zarządu klubu. W konkursie ML Skrzydlatej Polski – Złota Dziesiątka Najlepszych Sportowców Lotniczych 1997 roku Joanna Matejczuk zajęła 9 miejsce. Za znakomite osiągnięcia w sporcie balonowym w 1998 roku otrzymała Złote Klucze Kuriera Porannego. Rok później zajęła siódme miejsce w 45. plebiscycie na najpopularniejszego sportowca województwa podlaskiego. W 2000 roku podczas zorganizowanego w styczniu V Balu Lotników w Warszawie otrzymała statuetkę Ikara za zajęcie 8 miejsca w Złotej dziesiątce sportowców lotniczych 1999 roku. W lutym tego samego roku w została wybrana człowiekiem Sukcesu plebiscycie tygodnika Kontakty i Wyższej Szkoły Agrobiznesu w Łomży. Na początku 2003 roku Jolanta Matejczuk dyplom za przyznany jej tytuł Najsympatyczniejszego Instruktora Balonowego, który wręczył jej redaktor naczelny Skrzydlatej Polski Henryk Kucharski. Pod koniec 2003 roku została powołana do kadry narodowej. Podczas gali na XIII Balu Lotników zorganizowanym w styczniu 2008 roku znalazła się na 9 miejscu w Złotej Dziesiątce Sportowców. W 2013 roku wzięła razem z Beatą Choma udział w trwającej trzy tygodnie Fieście Balonowej na Tajwanie. Po zakończeniu kariery sportowej pracuje w obsłudze technicznej zawodów.

## Ważniejsze osiągnięcia sportowe
- 1996 : XII Międzynarodowe Mistrzostwa Polski Balonów na Ogrzane Powietrze, Białystok – 4 miejsce[3]
- 1997 : Międzynarodowe Zawody Balonowe o Puchar Bałtyku BALTIC CUP w Siguldzie, Łotwa – 3 miejsce[11]
- 1997 : VIII Zawody o Puchar Świata Kobiet w Chez-Cherron koło Angouleme, Francja – 1 miejsce[11]
- 1997 : VI Międzynarodowych Zawodach Balonowych o Puchar AKWAWITU w Lesznie – 2 miejsce[11]
- 1998 : Zawody o Puchar Bałtyku w Siguldzie, Łotwa – 3 miejsce[4]
- 1998 : Puchar Świata Kobiet w Angoulleme, Francja (28.07-4.08) – 1 miejsce[4]
- 1998 : W klasyfikacji generalnej VI Pucharu Europy – 6 miejsce[4]
- 1999 : X Puchar Świata Kobiet w Angouleme, Francja – 1 miejsce[5]
- 1999 : zdobyła Puchar Zdobywców Pucharów im. Braci Montgolfier[5]
- 1999 : VII Pucharze Europy – 2 miejsce[5]
- 1999 : XV Międzynarodowe Mistrzostwa Polski Balonów na Ogrzane Powietrze we Włocławku – puchar i nagroda dla najlepszej załogi kobiecej od Dyrektora Telekomunikacji Polskiej S.A. Zakładu Telekomunikacji we Włocławku[5]
- 2000 : Zawody Balonowe o Puchar Prezydenta miasta Leszno – 3 miejsce[6]
- 2000 : XI edycja Pucharu Świata Kobiet – 3 miejsce[6]
- 2001 : Balonowy Puchar Polski – 3 miejsce[12]
- 2002 : XIII Puchar Świata Kobiet w Mainfonds, Francja – 1 miejsce[13]
- 2003 : III Mistrzostwa Polski Kobiet – 1 miejsce[7]
- 2005 : Puchar Świata Kobiet w Charente, Francja – 1 miejsce[14]
- 2006 : XVII Puchar Świata Kobiet, Francja – 3 miejsce[15]
- 2006 : XVIII Puchar Świata Kobiet we Włocławku – 2 miejsce[15]
- 2006 : 2006 Daejeon International Balloon Fiesta w Korei – 2 miejsce[15]
- 2007 : III Zawodach o Puchar Prezydenta Wejherowa – 3 miejsce[16]
- 2007 : Balonowy Puchar Świata Kobiet, Francja – 1 miejsce[16]
- 2009 : III Balonowe Mistrzostwa Podlasia – 3 miejsce[17]
- 2010 : 1. Mistrzostwa Europy Kobiet w Balonach na Ogrzane Powietrze FAI w Olicie, Litwa, 2010 – 3 miejsce[18]
- 2010 : XXI Balonowy Puchar Świata – 2 miejsce[19]